# 13 컨버세이션
《13 컨버세이션》(13 Conversations About One Thing)은 미국에서 제작된 질 스프레처 감독의 2001년 드라마 영화이다. 매튜 맥커너히 등이 주연으로 출연하였고 지나 레스닉 등이 제작에 참여하였다.

## 출연

### 주연
- 매튜 맥커너히
- 데이비드 코넬리

### 조연
- 조셉 시라보
- A.D. 마일즈
- 시그 리보비츠
- 제임스 애가쉬
- 디온 그레이엄
- 페르난도 로페즈

## 기타
- 공동제작: 에이미 홉비
- 공동제작: 콜린 베이츠
- 공동제작: 앤드류 피어버그
- 미술: 마크 리커
- 의상: 카시아 월릭카 메이몬
- 배역: 에이드리언 스턴